# Дорохов, Михаил Моисеевич

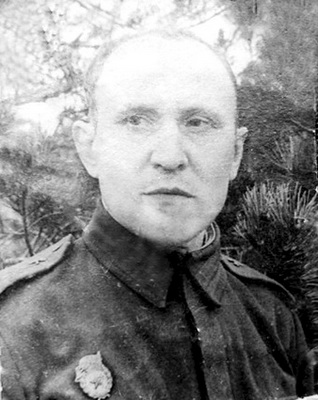
Дорохов М.М. 1945 год.

Михаил Моисеевич Дорохов (26 февраля 1903, г. Козлов, Тамбовская губерния — 27 февраля 1976 , Уфа) — советский инженер-механик, производственник, работавший в области сварки, строительной механики. Был одним из пионеров индустриализации страны в сферах электрификации железных дорог в Тамбовской области (1925—1932), электросварки и строительства нефтехимии в Башкирской Автономной Советской Социалистической Республике (1935—1970). Новатор в области автоматизации производственного процесса с помощью новшеств тех лет — электросварка (начало 1929 г.) и электрика — при ремонте паровозов, при монтаже установок нефтехимических и железнодорожных.
В 1938—1973 гг. М. М. Дорохов в качестве руководителя сварочных работ принимал участие в возведении флагмана индустрии страны — комплекс нефтеперерабатывающих заводов (НПЗ): Уфимский НПЗ, Ново-Уфимский НПЗ, Уфимский НПЗ имени XXII съезда КПСС, Производственное объединение «Химпром» (Уфа), Уфимский завод синтетического спирта (УЗСС) (см. Нефтехимическая промышленность Башкортостана, Башкортостан: статья «Промышленность»).
Архивы недавно частично сняли гриф секретности, поэтому только в 2000-е гг. раскрыты сведения о нелегком трудовом пути одного из пионеров электросварки М. М. Дорохова. Возможно, поэтому при жизни неутомимый труженик так и не удостоился высоких правительственных наград и званий за профессиональную и исследовательскую деятельность. До сих в его биографии много «белых пятен», так как не открыты все архивы деятельности Школы «отца русской сварки» Е. О. Патона.
В 2020 году в Октябрьском районе г.Уфы с. Нагаево названа его именем улица.

## Биография

### Семья
Родился в г. Козлове (с 1932 г. Мичуринск) Тамбовской губернии в семье русского крестьянина, солдата и кочегара, Моисея Артемиевича Дорохова и мещанки Александры Афиногеновны Еремеевой. Всего в семье М. А. Дорохова было шестеро детей: трое братьев и три сестры.
Супруга — Лидия Гавриловна (1906—1940) — дочь козловского купца Попова Гавриила Васильевича (см.ссылку на сайт «Олег Сазонов»). Дороховы имели сына и дочь: Лев (1925—1938) и Ираида (Козлов,1927-2011,Уфа) — учитель биологии, организатор первого в БАССР слёта школьников «Птицы — наши друзья» в рамках работы Общества охраны природы (1970).
Вторая супруга — дочь плотника Тарасова (по первому мужу Кулигина) Евгения Фадеевна (1911—2001). Имел пасынка Кулигина Павла Александровича, от второго брака два сына и две дочери: Вячеслав, Геннадий, Татьяна, Валентина.

### Образование
Учился в Пушкинском высшем начальном училище (г. Козлов) (см. Высшие начальные училища). В 1925 году окончил техникум железнодорожного транспорта (см. Саратов), а в 1935 году — Московский электромеханический институт инженеров железнодорожного транспорта.

### Профессиональная деятельность
1925—1932 — линейный и станционный электромеханик на Рязано-Уральской железной дороге, 2-й участок связи и электрики станции «Мичуринск».
1935—1938 — мастер, начальник сварочного цеха Уфимского ПРЗ (см. Уфимский тепловозоремонтный завод).
декабрь 1937-август 1938 — находился под арестом, обвинялся по статье 58 Уголовного кодекса РСФСР, освобожден, в апреле 1939 г. вновь арестован и освобожден.
1938—1941 — служба в тресте "Уфимнефтезаводстрой" (Министерство строительства предприятий тяжёлой индустрии СССР).
1942—1946 — служба в Рабоче-крестьянской Красной Армии.
1946—1958 — МСУ-1 — монтажно-строительное управление — треста «Башнефтезаводстрой» (Уфа).
1958—1963 — СУ-2 — строительное управление — строительного треста № 21 (Уфа).
1963—1972 — пенсионер по срочным договорам курировал промышленные стройки Уфы, в том числе в 1965 году возглавлял строительство комплекса «полиэтилен» Уфимского завода синтетического спирта (УЗСС).
Известно, в 1920-е гг. электросварка делала первые шаги, и Правительство СССР помогало в данном процессе, к примеру, в 1932 году в Московском электромеханическом институте инженеров железнодорожного транспорта была открыта новая специальность «сварочное производство» (сегодня кафедра «Технология сварки, материаловедение, износостойкость деталей машин»). Выпускникам выдавали дипломы о присвоении звания «инженер-механик» по специальности «сварочное производство». Производственную практику студенты проходили на строительстве Московского Метрополитена. В апреле 1935 г. одного из первых дипломников по названной специальности М. Дорохова направили внедрять новшество — электросварку — для повышения качества ремонта локомотивов на Уфимский ПРЗ. В конце 1938 г. перебросили инженера на строительную площадку Уфимского НПЗ (крекинг-завод) в Сталинском (см. статью Список объектов, названных в честь Сталина) районе г. Уфы. В результате на «крекинге-строе» пионер электросварки превратился в пионера уфимской нефтехимии, а, следовательно, являлся инноватором на сварочно-монтажных работах нефтехимических установок. В 1938—1941 гг. Дорохов заведовал сварочной лабораторией при тресте «Уфимнефтезаводстрой», с июня 1941 г. Школой фабрично-заводского обучения (ФЗО) № 4 при тресте, точнее, начал организовывать первую в крае Школу сварщиков.
В январе 1942 г. Е. О. Патон с научной группой первый в мире решил сложную проблему использования автоматической сварки под флюсом (флюс). 21 марта 1942 г. Дорохова вернули на работу в сварочную лабораторию. В документах треста упоминается сварочный агрегат «САК-2». 21 июля 1942 г. инженер переведен в контору № 7 треста для организации и контроля сварочных работ. Летом 1942 г. крекинг сдан в эксплуатацию, с Дорохова «бронь» сняли, надел погоны техника-лейтенанта. 10 августа 1942 г. тыловик мобилизован в 396-й отдельный дивизион, 99-й Гвардейский Минометный Полк реактивной артиллерии (см. Сайт «Наша Победа»: http://nashapobeda.lv/2062.html), Московский военный округ. Полк в составе действующих армий — 39-я армия, 4-я армия, 6-й армия, 51-й армия, 15-й армия — прошёл по дорогам Калининского фронта, Первого Прибалтийского фронта, Второго Дальневосточного фронта, мужественно сражался за Сталинград, Донбасс, Крым, Литву. За участие в Полоцкой наступательной операции полк получил имя «99-й Гвардейский Минометный Полоцкий полк», принял участие в Прибалтийской наступательной операции, а также Сунгарийской операции. Старший артиллерийский техник Дорохов прошёл весь боевой путь 99-го Гвардейского Минометного Полоцкого Полка с ноября 1942 по сентябрь 1945 г., от Сталинграда до Кёнигсберга, от Харбина до Сахалина, на огневых позициях обслуживал и ремонтировал реактивные минометы БМ-13, в народе Катюша.
"17 августа 1944 года была выведена из строя одна артчасть боевой машины. Товарищ Дорохов в течение часа исправил артчасть боевой машины, и она после исправления вела огонь. 30 августа 1944 года, несмотря на сильный огонь противника, товарищ Дорохов обеспечил доставку боеприпасов на ОП, чем способствовал отражению атаки танков и пехоты противника. За честное отношение к работе и своевременную доставку боеприпасов, быстрый и своевременный ремонт БМ на ОП под огнем противника. Проявленную при этом отвагу и мужество тов. Дорохов достоин правительственной награды ордена «Красная Звезда».10 сентября 1944 года (подпись) командир 3-го дивизиона А. Кармалита и начальник штаба Карпеков 99-го Гвардейского Полоцкого минометного полка." (из записи в наградном документе)
Это произошло во время Шауляйской наступательной операции, где было и отражение контрударов противника в районах западнее и северо-западнее Шауляй. 17.7-30.8.44 г. (Операция 5-го удара). Огневая позиция (ОП) Дорохова находилась у деревни Saunoriai (у границы Латвии и Литвы), ближайший более крупный поселок Науйойи-Акмяне.
По литеру, который был выдан 20 августа 1946 г., Дорохов переезжал (дата не указана) из сахалинского порта Отомари (Корсаков) до Владивостока. 22 августа 1946 г. Дорохов уволен в запас из 3-го дивизиона, 99-й Гвардейский Минометный Полоцкий полк, и в октябре вернулся к прежней работе в тресте, который в 1945 г. был переименован в «Башнефтезаводстрой» (БНЗС). Надо отметить, что в списках руководящих работников треста, имеющих высшее специальное образование, по состоянию на 1952 г. и на 1957 г. Дорохов значится единственным инженером-сварочником.
Строительством нефтехимии края занимались крупнейшие тресты: Уфимский строительный № 21 и «Башнефтезаводстрой». В 1958 г. их функции разделили: трест № 21 стал заниматься только строительством промышленным, а БНЗС только гражданским. Чтобы руководимое с 1952 г. Дороховым МСУ-1 продолжало начатое строительство Производственного объединения «Химпром», МСУ-1 перевели в трест № 21. Вдобавок, МСУ-1 переименовали в СУ-2, так как теперь монтажные работы стали неосновными. В 1950—1990-х гг. СУ-2 считалось ведущим подразделением треста.

### Научно-исследовательская деятельность
По архивным сведениям, задачей сварочной лабораторией при тресте «Уфимнефтезаводстрой», которую возглавлял Дорохов в 1938—1941 гг., было осуществить всю сварку на начавшемся в 1935 г. монтаже комбинированной крекинг-установки «Луммус» (см. ссылку Т. З. Хурамшин) американской фирмы. На 1939—1940 гг. выпало проведение основных работ. Во-вторых, в 1939—1940 годах в Научно-исследовательском институте электросварки(Киев) под руководством Е. О. Патона велись активные работы по созданию скоростной автоматической сварки под флюсом. Одновременно научно-технические исследования шли на уфимском крекинге, руководил Дорохов. В 1940 г. он написал в автобиографии, что ему удалось сделать рационализаторские предложения. Сегодня подробности в доступных архивах отсутствуют. 20 декабря 1940 года было принято правительственное постановление о внедрении на заводах новой технологии высокопроизводительной электрической дуговой сварки . С марта 1942 по август 1942 г. в тресте Дорохов внедрял эту (секретную) сварку. С ноября 1942 г. по август 1946 г. Дорохов ремонтировал реактивные минометы БМ-13. Понятно, допущен был к секретным сварочным технологиям. Известно, в годы войны БМ-13 непрерывно совершенствовались с учётом фронтового опыта (см. БМ-13 "Катюша. Сайт «Боевые действия Красной армии в ВОВ»: https://web.archive.org/web/20130815015711/http://bdsa.ru/index.php?option=com_content&task=view&id=1016&Itemid=164).

### Организаторская и преподавательская деятельность
С июня 1941 по март 1942 г. Дорохов занимал должность директора Школы фабрично-заводского обучения (школа ФЗО) № 4[1] при тресте «Уфимнефтезаводстрой»[2], Министерство нефтяной промышленности СССР, ведомство «Нефть Востока»[3], и курировалась Министерством трудовых резервов СССР (см. Список министров труда России). Названное учебное заведение является первой по времени образования Школой сварщиков в республике БАССР. Дорохову пришлось стать первым в республике организатором учебного процесса подготовки кадров электросварщиков. После войны школа ФЗО продолжала работать, по отчету Управления трудовых резервов, в 1947 году подготовлено 30 электросварщиков[4], классы размещались в городе-спутнике Уфы г. Черниковске. Дорохов продолжал её курировать, а затем и вторую по времени образования Уфимскую школу сварщиков, которая была образована в 1951 году тем же Министерством нефтяной промышленности при тресте «Нефтепроводмонтаж». Правопреемником последней в наши дни является Центр ОАО "Свартэкс" (Уфа).
[1]Центральный архив общественных объединений ЦАОО РБ Ф.П1000, О.18, д. 194, Л. 6,7
[2] Центральный исторический государственный архив ЦГИА РБ — Ф. Р-2511 о.3.д.1 л. 338
[3] ЦГИА РБ Р-1894.О.1.д.4 Л.7
[4] ЦГИА РБ Р-1894.О.1.д.7 Л.35

## Звания и должности
- электромеханик (1925—1932)
- инженер-механик сварочного производства (1935—1936),
- начальник сварочного цеха (1936—1938),
- начальник сварочной лаборатории (1938—1941),
- директор школы ФЗО № 4 (Уфа) (1941—1942),
- главный инженер строительного управления (1946—1952).
- начальник строительного управления (1952—1962),
- техник-лейтенант (1942—1946).

## Память
Похоронен в Уфе на Северном кладбище, участок №33.
В 2020 году именем Михаила Дорохова названа новая улица в с. Нагаево Октябрьского района г. Уфы.
Координаты улицы Михаила Дорохова 54°37'42'' с.ш. и 56°08'09'' в.д. https://mapdata.ru/bashkortostan/ufa/selo-nagaevo/ulica-mihaila-dorohova/
http://ufatime.ru/news/2020/06/24/v-ufe-vybrali-nazvaniya-dlya-novyh-ulic/

## Награды
- Орден Красной Звезды (1944),
- Медаль «За победу над Германией в Великой Отечественной войне 1941—1945 гг.» (1945),
- Медаль «За победу над Японией» (1946).
- Медаль «За трудовое отличие» (1956)
- Медаль «За доблестный труд» (1967)
- Медаль «За доблестный труд» (1970)

1. Семенова С. Воин и созидатель Дорохов// Мичуринская правда, № 539. 29.09.12. http://www.michpravda.ru/articles/voin-i-sozidatel-mihail-dorohov-7902#comment-2147
2. Семенова С. Он был скромным и ответственным товарищем// Вестник Треста № 21. № 4.13. С.2.
3. Ишмитов Х. Они были первыми// 70 лет по пути созидания. О становлении и развитии ОАО «Строительная компания Трест № 21». Сб. очерков. Сост. Хазипова Ф. Н., под ред. Саубанова Р. Н. Уфа.2012. Изд. «Скиф». С.103.
4. Семенова С. Три адреса инженера Дорохова// Бельские просторы. № 7.13. С.118-123. https://web.archive.org/web/20140414034614/http://www.bp01.ru/public.php?public=3099
5. Семенова С. Пионер уфимской сварки//Вечерняя Уфа. № 153, 10 августа 2013. С.2 http://vechufa.ru/exclusive/2082-pioner-ufimskoy-svarki.html.
6. Пионер электросварки М. Дорохов. Сборник материалов / Сост. Семенова С. — Уфа. 2014. — 68 с., 51 ил.